# Ciproheptadină
Ciproheptadina este un antihistaminic H1 din clasa compușilor triciclici, de generația 1, fiind utilizat în tratamentul alergiilor. Printre acestea se numără rinita alergică, pruritul, alergiile medicamentoase și urticaria. Se mai poate utiliza pentru stimularea apetitului în anorexie nervoasă. Calea de administrare disponibilă este cea orală.
Molecula a fost patentată în 1959 și a fost aprobată pentru uz medical în 1961.

## Utilizări medicale
Ciproheptadina este utilizată ca tratament în următoarele condiții:
- Reacții alergice:[8][9][10][12]
  - Rinită alergică
  - Prurit, urticarie
  - Alergii medicamentoase
- Anorexie nervoasă[10]

## Reacții adverse
Fiind un antihistaminic H1 de generația 1, poate produce sedare și somnolență.